# Marcia McNutt
Pour les articles homonymes, voir McNutt.
Marcia McNutt (née le 19 février 1952 à Minneapolis) est une géophysicienne et océanographe américaine. Elle est présidente de l'Académie nationale des sciences des États-Unis depuis 2016.

## Biographie
De 2000 à 2002, elle est présidente de l'Union américaine de géophysique. Elle est membre de l'Académie nationale des sciences depuis 2005. De 2003 à 2009 elle est directrice de l'Institut d'études géologiques des États-Unis. De 2013 à 2016, elle est rédactrice en chef de la revue Science. En 2016, elle est nommée présidente de l'Académie nationale des sciences. En 2017, elle est nommée membre étrangère de la Royal Society.